# Jezioro Kirk (Nowy Jork)
Jezioro Kirk – jezioro w stanie Nowy Jork, w hrabstwie Putnam. Jest jednym z trzech kontrolowanych jezior należących do nowojorskiej sieci wodociągowej i służy tym samym jako zbiornik retencyjny. 
Powierzchnia jeziora wynosi 131 akrów (0,53 km2), lustro wody położone jest 179 m n.p.m. Jedyną rzeką uchodzącą z jeziora jest rzeka Muscoot, która bierze tam swój początek.
Jezioro sąsiaduje z jeziorem Mahopac.